# Michael Szameit
 Michael Szameit (29. července 1950, Prießen, Braniborsko – 30. května 2014, Berlín) byl německý (NDR) spisovatel, autor vědeckofantastických povídek a románů.

## Život
Narodil se v bývalé Německé demokratické republice. Vyučil se elektromechanikem, pak krátce studoval fyziku a poté pracoval v různých filmových a televizních profesích (osvětlovač, asistent zvuku) a nakonec se stal vedoucím nahrávacího studia pro rozhlas a televizi. Od roku 1981 do roku 1984 pracoval v redakci nakladatelství Neues Leben, poté působil jako spisovatel na volné noze a žil v Markkleebergu. Byl vášnivým milovníkem rybaření a v letech 1994–2008 byl členem redakční rady hamburského časopisu Blinker. Ke konci života žil v Berlíně.
Je autorem dobrodružné scifi. Jeho první povídky se objevily roku 1976 v antologii Světelná setkání (Begegnung im Licht), první román vydal roku 1982. Patřil mezi nejoblíbenější sci-fi autory NDR.

## Dílo

### Povídky
- Urlaub auf aldebaranisch (1976, Dovolená po aldebaransku), povídka vydaná v antologii Světelná setkání (Begegnung im Licht).
- Das Tier (1976, Zvíře), povídka vydaná v antologii Světelná setkání (Begegnung im Licht).
- Planet der Windharfen (1983, Planeta větrné harfy).
- Der achte Tag der Schöpfung (2011, Osmý den stvoření).

### Romány
- Alarm im Tunnel Transterra (1982, Poplach v tunelu Transterra), první díl volné románové trilogie Sonnensteine (Sluneční kameny).
- Im Glanz der Sonne Zaurak (1983, V záři slunce Zauraku), druhý díl volné románové trilogie.
- Das Geheimnis der Sonnensteine (1984, Tajemství slunečních kamenů), třetí díl volné románové trilogie.
- Drachenkreuzer Ikaros (1987, Dračí křižník Ikaros).
- CopyWorld (1997), román.